# Roberto Belarmino
Roberto Francisco Rómulo Belarmino (Montepulciano, 4 de octubre de 1542 - Roma, 17 de septiembre de 1621) fue un miembro de la Compañía de Jesús (1560), sacerdote (1570), cardenal de la Iglesia católica (1599), arzobispo (1602), e inquisidor en la época de la contrarreforma. 
Como inquisidor defendió la fe y la doctrina católica durante y después de la Reforma protestante, por lo que fue llamado el "martillo de los herejes". Fue el encargado de dirigir los procesos inquisitoriales contra Giordano Bruno, Galileo Galilei y Fulgenzio Manfredi, entre muchos otros. 
Ocupó cargos importantes en la curia romana, en calidad de consultor o prefecto de varios dicasterios, o como teólogo y controversista. 
Pío XI lo beatificó en 1923 y lo canonizó en 1930. El 17 de septiembre de 1931 fue declarado doctor de la Iglesia.

## Biografía

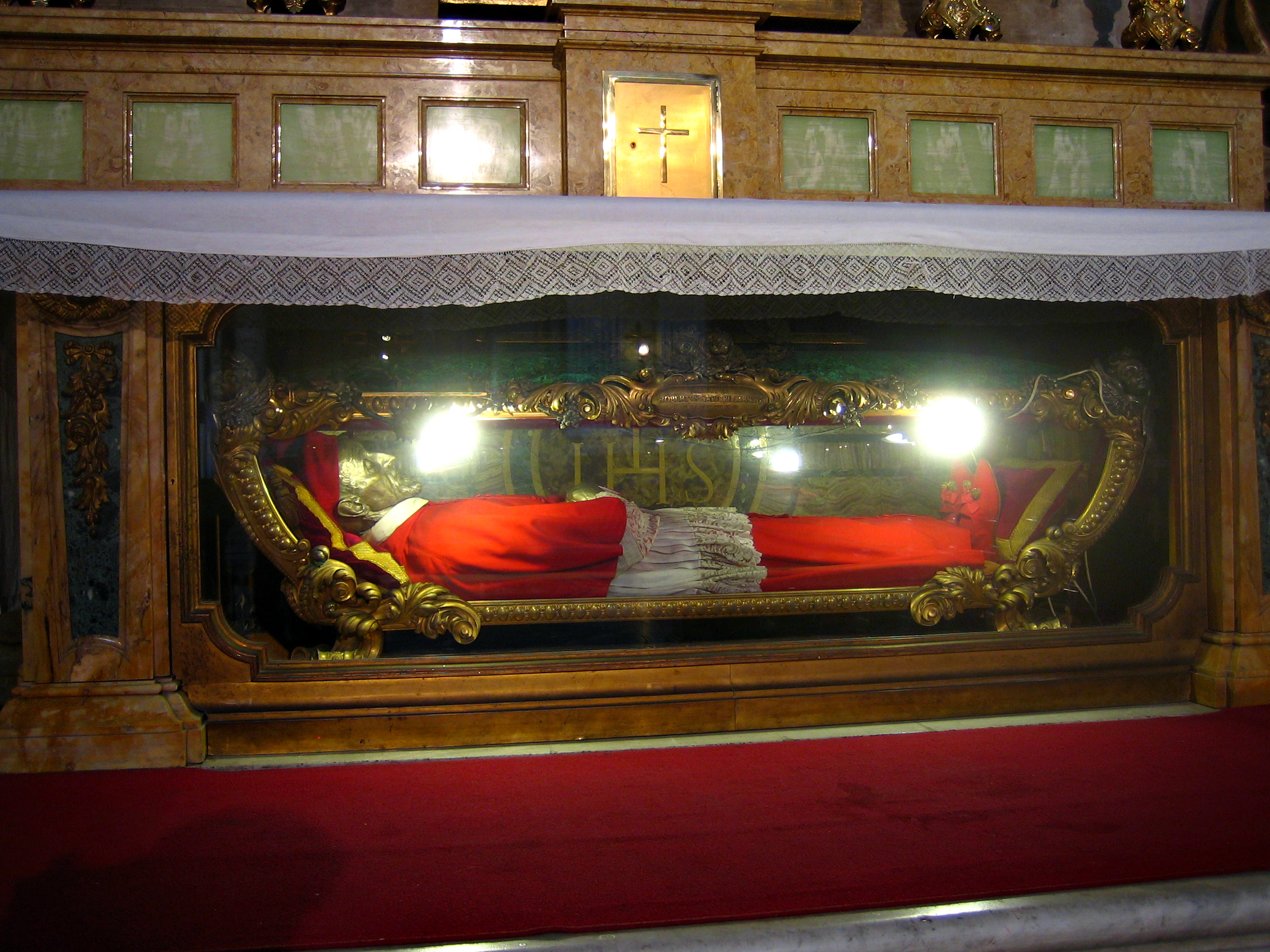
Cuerpo de san Roberto Belarmino en la iglesia de San Ignacio de Loyola de Roma

Nació en la villa de Montepulciano, comuna de la región de la Toscana, en el centro de Italia. Era sobrino del papa Marcelo II, hermano de su madre. Desde niño se destacó por su gran inteligencia.
Se propuso seguir la vida religiosa, pero recordando las enseñanzas de su piadosa madre, que le había enseñado cuán efímeros son los honores del mundo, quiso optar por una comunidad donde no pudiera ser nombrado obispo ni cardenal. A pesar de la oposición de su padre, el 21 de septiembre de 1560 fue admitido en la Compañía de Jesús en Roma, haciendo el noviciado en San Andrés del Quirinal de Roma. El 25 de marzo de 1570 fue ordenado sacerdote por el obispo de Gante (Bélgica).
En otoño de 1570 comenzó su magisterio teológico con el dictado de clases en la prestigiosa Universidad Católica de Lovaina, actividad que continuó hasta 1576. Durante este tiempo se dedicó también a aprender el idioma hebreo y a estudiar a fondo la Biblia y los escritos de los Santos Padres. Enseñó teología, filosofía, matemáticas y astronomía.
Escribió dos catecismos (uno resumido y uno explicado), que estuvieron en vigor hasta la edición en 1905 del Catecismo de San Pío X papa Pío X (1835-1914).
También compuso numerosas obras de apologética. Estos libros llegaron a ser muy exitosos y populares entre los sacerdotes y catequistas, que se basaban en ellos para encontrar los argumentos necesarios para la enseñanza de la correcta doctrina y para la defensa de la fe católica.
Especialmente son notables sus Controversias en cuatro volúmenes. Colaboró en la nueva edición de los Setenta (la Biblia griega); en la corrección del Martirologio; en la redacción de la Ratio Studiorum (el plan de estudios) de la Compañía de Jesús. También intervino en la edición de la Biblia Vulgata (latina).
En sus últimos años se centra principalmente en obras devotas y espirituales, entre las que sobresale su Comentario a los Salmos, del que se hicieron 30 ediciones y 3 réplicas a los teólogos venecianos donde advertia al teólogo fray Paolo Sarpi (1552-1623) de un inminente ataque.
Muy en contra de sus deseos personales, fue nombrado cardenal y luego arzobispo.
Intervino en el proceso inquisitorial romano contra Giordano Bruno (1548-1600), que duró ocho años. Figuró en las reuniones del Santo Oficio desde la sesión del 24 de marzo de 1597. En enero de 1599 propuso la redacción de ocho proposiciones que fueron presentadas a Bruno para que abjurase. A partir del 5 de abril de 1599, Belarmino figuró en las sesiones en calidad de cardenal. Finalmente, Giordano Bruno se negó a retractarse de sus opiniones a favor de que había otros mundos aparte de la Tierra, de que los seres humanos reencarnan y de que Satanás finalmente sería salvado por Dios; por otra parte se opuso a la doctrina de la Santísima Trinidad (uno de los principales motivos de su condena), la divinidad de Jesús de Nazaret y la virginidad perpetua de María (madre de Jesús), entre otros. Roberto Belarmino fue uno de los siete cardenales del Santo Oficio que juzgaron a Bruno y que participaron en la reunión en que se lo condenó a ser quemado vivo en la hoguera.
En 1616, el Santo Tribunal hace un análisis de la teoría heliocéntrica, que ya había sido expuesta en 1542, en la última obra de Nicolás Copérnico, y que empezaba a tener mucha fama en el ámbito científico, filosófico y teológico. De acuerdo a la experiencia cotidiana y por ciertos fragmentos de la Biblia, se llegó a la conclusión de que esta teoría, aunque no era herética, era contraria a la Biblia y falsa en la filosofía, por eso, Belarmino es mandado a que poco después a amonestara de manera «amistosa» a Galileo Galilei, y pedirle que no expusiera su teoría como verdad absoluta, sino como una hipótesis.

En el fondo, la Iglesia no pedía más que una cosa: tiempo, tiempo para madurar y reflexionar, cuando a través de sus teólogos más sabios, tales como el santo cardenal Bellarmino, le exigía a Galileo que defendiera la doctrina copernicana sólo como hipótesis, y cuando, en 1616, ponía en el Índice el De revolutionibus de Copérnico donec corrigatur, es decir hasta que se les diera forma hipotética a los pasajes que afirmaban el movimiento de la Tierra de manera absoluta. Esto aconsejaba Bellarmino: recoged el material para vuestra ciencia experimental, sin preocuparos, vosotros, de si y cómo puede organizarse en el corpus aristotélico. ¡Sed hombres de ciencia, no queráis hacer de teólogos!
Agostino Gemelli, citado por Vittorio Messori

El papa Paulo V le pidió que volviera a Roma, donde se hizo cargo de la Biblioteca Vaticana. Murió en el noviciado de San Andrés en Roma el 17 de septiembre del año 1621. Después de su muerte fue enterrado en un suntuoso monumento (obra, entre otros, de Bernini) en la capilla mayor de la Iglesia del Gesú, matriz de la Compañía de Jesús y situada en Roma.
Fue beatificado y canonizado por el papa Pío XI en 1930. Fue declarado doctor de la Iglesia en 1931. El 26 de abril de 1969 el papa Pablo VI creó un título cardenalicio «San Roberto Belarmino». El cardenal Jorge Mario Bergoglio era el titular de esa cátedra cardenalicia cuando fue elegido papa en 2013.

## Algunas obras

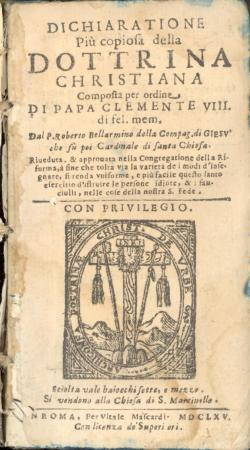
Declaración más abundante de la doctrina cristiana (1598), obra escrita por Roberto Belarmino por orden del papa Clemente VIII.

- Judicium de libro, quem lutherani vocant Concordiae. 1585
- Disputationes de controversiis christianae fidei adversus hujus temporis haereticos. Ingolstadt 1586-93
- De translatione imperii romani a Graecis ad Francos, adversus Matthiam Flacium Illyricum. 1589
- Christianae doctrinae explicatio. 1603
- Tractatus de potestate summi pontificis in rebus temporalibus. 1610
- Roberti Belarmini Politiani, Societatis Iesu, S. R. E. Cardinalis, Institutiones linguae Hebraicae, postremò recognitae, ac locupletae. Huic editioni accesserunt Tabulae dux, quarum prima Hebraicae linguae elementa praecipua, altera verò omnium coniugationum tam analogarum quam anomalarum varietatem comprehenditatem Linguae Syriaxae Iesu-Christo vernaculae Elementa prima, Syriacis characteribus edita. Coloniae Allobrogum [= Genf], Apud Petrum de la Rouiere. M.DC.XVI. [1616] - eine hebräische Grammatik auf 334 S., nachfolgend auf 32 von hinten nach vorn gezählten Seiten Prima elementa linguae Syriacae Iesu-Christo vernaculae. Quibus adjecta sunt exercitia quaedam ad lectionem Syriacam necessaria, cum versione interlineari. per Iohannem Gasbarum Myricaeum Themarensem Hennembergico-Francum. Coloniae Allobrogum. Typis Petri de la Rouiere. M.DC.XVI. 1616
- Explanatio in Psalmos. - Düsseldorf: Stahl, 1761-1765. En línea de la Universitäts- und Landesbibliothek Düsseldorf; vols. 4, 5, 6
- De gemitu columbae sive de bono lacrymarum, traducido „Die seufzende Taube (El suspiro de la paloma)“, Verlag Mayer & Co. Viena 1846
- Index haereticorum[12]

### Traducciones al alemán
- Disputationen über die Streitpunkte des christlichen Glaubens. Vol. I: Über das geschriebene und ungeschriebene Wort Gottes. Biblioteca Maestra Iglesia 1 Malsfeld 2012, ISBN 978-3-943506-02-0
- Disputationen über die Streitpunkte des christlichen Glaubens. Vol. II: Über Christus, das Haupt der ganzen Kirche. Biblioteca Maestra Iglesia 2) Malsfeld 2012, ISBN 978-3-943506-03-7